# 2MASS J0523-1403
2MASS J0523-1403 je červený trpaslík nacházející se v souhvězdí Zajíce ve vzdálenosti přibližně 40 světelných let od Země. Jedná se o jednu z nejmenších známých hvězd hlavní posloupnosti. Kvůli své nízké teplotě 1939 K a vizuální velikosti 21,05 je viditelná pouze velkými dalekohledy citlivými na infračervené záření.

## Charakteristika
2MASS J0523-1403 má hmotnost přibližně 6,4 % hmotnosti Slunce, poloměr 11,6 % slunečního a svítivost pouhých 0,0127 % sluneční svítivosti. Díky tomu patří mezi nejchladnější a nejméně svítivé hvězdy hlavní posloupnosti. Její spektrální typ je L2.5V a je považována za přechodový objekt mezi hvězdami a hnědými trpaslíky.
Hvězda je zcela konvektivní, což znamená, že energie a materiál jsou rovnoměrně přenášeny mezi jádrem a povrchem. Tato vlastnost zajišťuje efektivní využití vodíkového paliva během její dlouhé životnosti.

## Objev a význam
Hvězda byla poprvé identifikována během průzkumu 2MASS (Two Micron All-Sky Survey) a podrobněji zkoumána v roce 2003. V roce 2014 byla hvězda identifikována ve studii Dieterich et al. jako nejmenší známá hvězda, která je schopna spalovat vodík ve svém jádře.
Hvězda představuje klíčový objekt pro studium vlastností nejmenších hvězd a efektivnosti vodíkové fúze ve hvězdných jádrech. Díky své poloze na hranici mezi hvězdami a subhvězdnými objekty je také zásadní pro pochopení vývoje hmotných těles v kosmu.

## Hranice vodíkového spalování
Hvězdy s hmotností pod 0,08 M☉ nejsou schopny zahájit stabilní vodíkovou fúzi a stávají se hnědými trpaslíky. 2MASS J0523-1403 představuje objekt, který se nachází právě na této hranici. Díky své nízké hmotnosti a plně konvektivní povaze využívá téměř celý svůj dostupný vodík během své životnosti.
Tento fenomén je způsoben tím, že u hnědých trpaslíků klesá poloměr s rostoucí hmotností, zatímco u hvězd dochází k růstu poloměru vlivem energie uvolněné fúzí. Studie ukázaly, že tento přechodový bod je klíčový pro pochopení vlastností hvězd a hnědých trpaslíků.

## Další výzkum
Hvězda vykazuje nízkou, ale měřitelnou úroveň aktivity, včetně emisí v pásmu H-alfa, které naznačují přítomnost chromosférické aktivity. Takové charakteristiky jsou běžné u nízkomasivních hvězd blízkých přechodu k subhvězdným objektům.